# Mathijs
Mathijs, ook wel Matthijs of Mat(t)ijs, is een Nederlandse jongensnaam die is afgeleid van Matthias. Die naam is op zijn beurt afkomstig van de Griekse en Latijnse versie van de Hebreeuwse naam Mattathias (מתתיהו, Matityahu). De naam wordt vaak gekozen omdat deze verwijst naar de apostel Mattias. De betekenis van de naam is "gegeven door JHWH", maar wordt ook vaak vertaald als "Geschenk van God". In de middeleeuwen had de naam Matthias soms ook de betekenis "Kleine" of "Bescheidene". De herkomst van dit gebruik is onduidelijk.
Afgeleiden van deze naam zijn de familienamen Mathijssen en Matthijssen.

## Voorkomen

### In Nederland
| Jaar | Aantal geboren |
| ---- | -------------- |
| 2006 | 162            |
| 2007 | 141            |
| 2008 | 165            |
| 2009 | 156            |
| 2010 | 154            |
| 2011 | 96             |
| 2012 | 89             |

## Bekende naamdragers
- Matthijs Balen, Nederlands schrijver
- Matthijs Brouwer, Nederlands hockeyer
- Matthijs de Bruijn, Nederlands waterpolospeler
- Mathijs Bouman, Nederlands journalist en econoom
- Matthijs van Boxsel, Nederlands schrijver
- Matthijs de Castelein, Belgisch priester
- Mathijs Deen, Nederlands schrijver
- Matthijs van Deventer Nederlands orgelbouwer
- Matthijs van Dulcken, Nederlands voormalig burgemeester en gouverneur voor Spanje
- Matthijs van Duijvenbode, Nederlands liedjesschrijver
- Matthijs Elsevier, Nederlands boekhandelaar en boekdrukker
- Matthijs van Heijningen, Nederlands filmproducent
- Matthijs Arnoldus Holsboer, Nederlands burgemeester en industrieel
- Matthijs Huizing, Nederlands politicus voor de VVD
- Matthijs II Keldermans Belgisch beeldhouwer
- Matthijs Koene, Nederlands panfluitist
- Mathijs Jacobus Koenen, Nederlands schrijver en de naamgever van het handwoordenboek der Nederlandse taal
- Matthijs de Koning, Nederlands wielrenner en triatleet
- Mathijs Lagerberg, Nederlands striptekenaar
- Matthijs de Layens, Belgisch bouwmeester
- Matthijs de Ligt, Nederlands voetballer
- Matthijs Maris, Nederlands kunstschilder
- Matthijs Naiveu, Nederlands kunstschilder
- Matthijs van Nieuwkerk, Nederlands televisiemaker en journalist
- Matthijs van Oers, Nederlands wielrenner
- Matthijs Quast, Nederlands ontdekkingsreiziger
- Matthijs Röling, Nederlands kunstenaar
- Matthijs van de Sande Bakhuyzen, Nederlands acteur
- Matthijs Samuel Petrus Pabst, Nederlands burgemeester
- Mathijs Scheepers, Belgisch acteur
- Matthijs Schouten Nederlands hoogleraar Natuurbeheer en Plantenecologie
- Matthijs Siegenbeek, Nederlands taalkundige
- Matthijs van Toorn, Nederlands voetballer
- Matthijs Vellenga, Nederlands roeier
- Matthijs Verhanneman Belgisch volleyballer
- Matthijs Verhofstadt, Nederlands orgelbouwer
- Matthijs Vermeulen, Nederlands componist
- Matthijs Verschoor, Nederlands pianist
- Matthijs de Visch, Belgisch kunstschilder
- Mathijs ten Wolde, Nederlands hoogleraar privaatrecht

- Matthijs
- Matthijs (voornaam)
- Matthijs Accama
- Matthijs Adolph van Idsinga
- Matthijs Adriaan Bleiker
- Matthijs Arnoldus Holsboer
- Matthijs Balen
- Matthijs Boissevain
- Matthijs Bril
- Matthijs Bril de Jonge
- Matthijs Bril de Jongere
- Matthijs Brill
- Matthijs Brouwer
- Matthijs Büchli
- Matthijs Castelein
- Matthijs De Visch
- Matthijs Elsevier
- Matthijs Gaat Door
- Matthijs Gansneb Tengnagel
- Matthijs Hage
- Matthijs Hardijk
- Matthijs Harings
- Matthijs Helt
- Matthijs Hensens
- Matthijs Huizing
- Matthijs II Keldermans
- Matthijs Ignaas Van Bree
- Matthijs Jacobs
- Matthijs Kieboom
- Matthijs Kleyn
- Matthijs Koene
- Matthijs Koning
- Matthijs Koornstra
- Matthijs Kuiper
- Matthijs Lestevenon
- Matthijs Lok
- Matthijs Maris
- Matthijs Mercker
- Matthijs Naiveu
- Matthijs Peyaert
- Matthijs Prull
- Matthijs Quast
- Matthijs Quispel
- Matthijs Ridderhof
- Matthijs Roeling
- Matthijs Roling
- Matthijs Röling
- Matthijs Rümke
- Matthijs Samuel Petrus Pabst
- Matthijs Schouten
- Matthijs Siegenbeek
- Matthijs Sienot
- Matthijs Van Bree
- Matthijs Van De Sande Bakhuyzen
- Matthijs Van Hove
- Matthijs Van Toorn
- Matthijs Vellenga
- Matthijs Verhanneman
- Matthijs Verhofstadt
- Matthijs Vermeulen
- Matthijs Vermeulenprijs
- Matthijs Verschoor
- Matthijs Vink
- Matthijs de Bruijn
- Matthijs de Castelein
- Matthijs de Casteleyn
- Matthijs de Grande
- Matthijs de Koning
- Matthijs de Layens
- Matthijs de Ligt
- Matthijs de Ridder
- Matthijs de Visch
- Matthijs den Berger
- Matthijs gaat door
- Matthijs van Bon
- Matthijs van Boxsel
- Matthijs van Bree
- Matthijs van Dam
- Matthijs van Deventer
- Matthijs van Duijvenbode
- Matthijs van Dulcken
- Matthijs van Heijningen
- Matthijs van Heijningen jr.
- Matthijs van Heyningen
- Matthijs van Miltenburg
- Matthijs van Nieuwkerk
- Matthijs van Nispen
- Matthijs van Oers
- Matthijs van Toorn
- Matthijs van de Sande Bakhuyzen
- Matthijs van den Bergh
- Matthijs van der Merwede
- Matthijs van der Merwede heer van Clootwijck
- Matthijssen

- Mathijs
- Mathijs Benard
- Mathijs Bouman
- Mathijs Casteele
- Mathijs Deen
- Mathijs Desmet
- Mathijs Donatz
- Mathijs Joseph Hubertus Kessels
- Mathijs Jozef Hubertus Kessels
- Mathijs Kreugel
- Mathijs Kuiper
- Mathijs Lagerberg
- Mathijs Lamberigts
- Mathijs Paaschens
- Mathijs Paasschens
- Mathijs Rumping
- Mathijs Scheepers
- Mathijs Schoffeleers
- Mathijs Tielemans
- Mathijs Verhoeven
- Mathijs Wulfraet
- Mathijs bouman
- Mathijs de Layens
- Mathijs ten Wolde
- Mathijseind
- Mathijsen
- Mathijssen